# Oerlikon Skynex

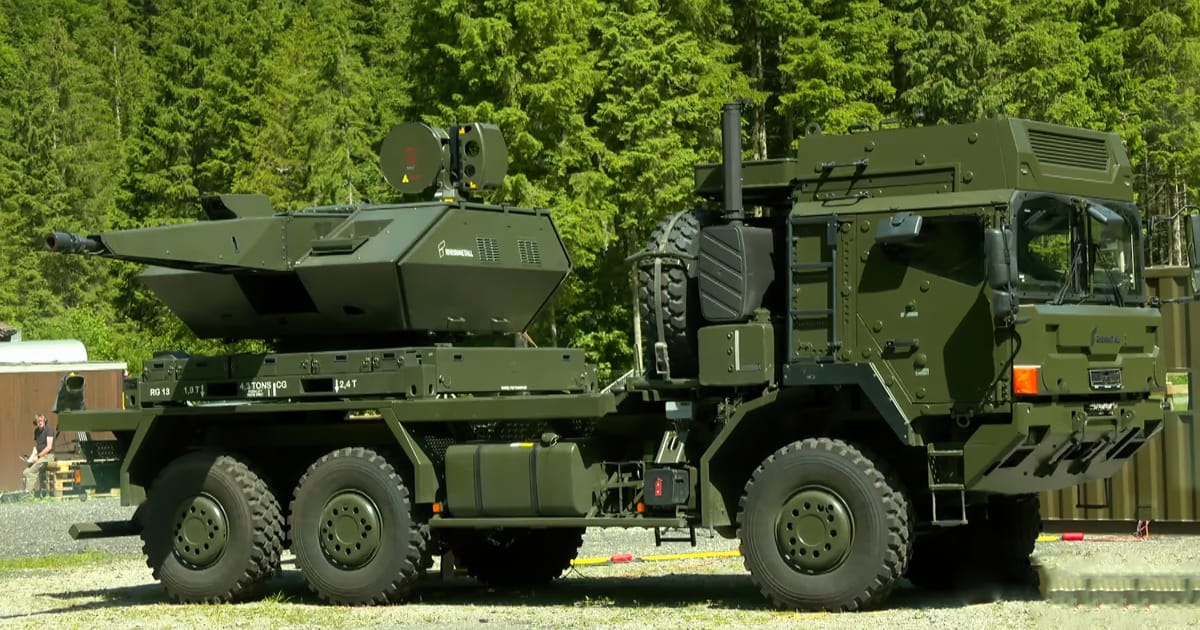
A Skynex 35 mm-es gépágyúja - teherautón és földre telepítve is alkalmazható

Az Oerlikon Skynex egy kis hatótávolságú légvédelmi rendszer, amelyet német tulajdonú, de svájci központú Rheinmetall Air Defence AG fejleszt és gyárt. A Skynex egy hálózatalapú, nyílt architektúrájú légvédelmi rendszer, amelynek elsődleges fegyverzete a távirányított, automatizált 35 milliméteres Oerlikon Revolver Gun Mk3 légvédelmi gépágyúkból áll. A mintegy 4000 méteres hatásos lőtávolsággal rendelkező gépágyúk a "hagyományos" légi célok (pl. repülőgép, helikopter) mellett drónok (UAS/UAV) valamint tüzérségi rakéták, aknagránátok és precíziós lövedékek ellen is hatásosak. A rendszer fejlesztése folyamatos: újabb felderítő eszközök és ún. effektorok (fegyverek) fejlesztése és integrálása is folyamatban van a Skynexhez.

## Története
A Skynex rendszert  2016-ban mutatta be a Rheinmetall, de a rendszer messze nem előzmény nélküli. A rendszer kifejlesztője a Rheinmetall Air Defence AG, amely híres svájci Oerlikon Contraves vállalat jogutódja. Az Oerlikon neve sokáig egyet jelentett közepes kaliberű csöves légvédelmi fegyverekkel és még ma is piacvezető ezen a területen. Az Oerlikon nevéhez fűződik 35x228 mm-es gépágyúlőszer és a hozzá tartozó GDF gépágyú megalkotása, amely többek között a Gepard légvédelmi páncélos fegyverzetéül is szolgál. Az első radar-vezérelt légvédelmi gépágyú rendszerük az Oerlikon Skyguard volt, amely az 1960-as években jelent meg. Ez a rendszer még emberi jelenlétet kívánt az egyes lövegeknél. 2000-es években mutatták be az új 35 mm-es Revolver Gun gépágyúkra épülő Oerlikon Skyshield rendszert, amely már teljesen automatizált volt: egyetlen irányító központból irányozható volt valamennyi gépágyú. A rendszer legújabb változata az Oerlikon Skynex, amely a tovább fejlesztett Revolver Gun Mk3 gépágyúkra épül, de más felderítő eszközök és effektorok is integrálhatóak hozzá.          

## Célfelderítés
A Skynex rendszerben kétféle felderítő rendszer szolgál a célok megtalálására és azonosítására.

### Oerlikon X-TAR3D radar
Az X-TAR3D az egy három dimenziós, X sávban működő radar, amelynek hatótávolsága működési módok függvényében 25-50 km között van. A radar képes alacsonyan repülő, kis radarkeresztmetszetű célpont érzékelésére és követésére valamint tüzérségi lövedékek pályájának kiszámítására, kilövési pontjuk meghatározására.
A három fő működési módja van a X-TAR3D radarnak az alábbiak szerint.
| Üzemmód                     | Helyzetkép frissítés | Helyszög | Hatótávolság |
| --------------------------- | -------------------- | -------- | ------------ |
| Harci                       | 1,5 másodpercenként  | 50°      | 35 km        |
| Felügyelt / megfigyelés     | 3 másodpercenként    | 30°      | 50 km        |
| Érzékelés és figyelmeztetés | 1 másodpercenként    | 70°      | 25 km        |

A X-TAR3D radar főbb jellemzői, képességei:
- Az ún. RAM-célokat (tüzérségi lövedékeket) megbízhatóan felismeri és azonosítja, képes meghatározni a lövedékek kilövési és várható becsapódási helyét
- X hullámsávos működésnek köszönhetően kiváló teljesítményt nyújt alacsony magasságban repülő célok esetén is
- Fázisvezérelt antenna
- Nagy pontosság mindhárom dimenzióban és rövid frissítési idő (1-3 másodperc üzemmód függvényében)
- Automatikus célosztályozás (repülőgép, helikopter, UAS, rakéták, RAM)
- Kiemelkedő ECCM-képességek (zavarvédettség)
- Új generációs IFF rendszer (S és 5 mód)
- Nagy mobilitás, kompaktság és mozgás közbeni keresés képesség

### MSU - Oerlikon Multi Sensor Unit
Az MSU  az Oerlikon AESA Multi-Mission Radar (AMMR) néven forgalmazott radarra épül, amelyet kifejezetten kis méretű célok detektálására optimalizálták. A négy AESA antennával 360 fokos körkörös lefedettséget biztosít, függőlegesen (helyszög tekintetében) –5° és +70° közötti tartományban képes célokat érzékelni. Az AMMR radar detektálási hatótávolsága az alábbiak szerint alakul:
- 1 négyzetméteres radarkeresztmetszetű (kb. F-16 méretű) cél esetén: legalább 30 km
- Egyhelyben függeszkedő helikopter esetén: 12 km
- Rakéták, irányított bombák esetén: 10 km
- Tüzérségi lövedékek (pl. aknagránát) és kis méretű drónok (pl. quadkopter): 5 km

Az AMMR radar egyidejűleg 150 célt képes követni. A Rheinmetall 2022 áprilisában bejelentette, hogy az Oerlikon AMMR radarjuk sorozatgyártásra érett.
Az MSU a radar mellett a felderített célpontokat egy elektro-optikai célzórendszer segítségével tudja vizuálisan is azonosítani, bemérni. Ez a rendszer áll egy nappali kamerából, egy éjszakai működést lehetővé tevő hőkamerából és egy lézeres távolságmérő műszerekből. A légi célok távolságát lézerrel a rendszer mintegy 6 km-ig tudja pontosan mérni.
A MSU egy szabványos konténerben van elhelyezve, amelyet lehet járműről vagy földre telepítve is használni. Mozgatás közben az érzékelő műszerek a konténerbe vannak visszahúzva, ahonnét egy szerkezet a konténer padlójától mérve több mint 5 méter magasra tolja ki a radar antennáit és elektrooptikai műszereit, javítva a rendszer felderítő képességét. A konténerben nem tartózkodik kezelő: az irányító központból vezérlik a radart és begyűjtött információ is oda érkezik be. 

## Irányító központ
Az Skynex Control Node 1 a Syknex rendszer irányító és tűzelosztó központja. Az egész rendszer egy szabványos 20 lábas konténerben kapott helyet, amely tartalmazza a szükséges informatikai és infokommunikációs rendszereket. A konténer saját áramforrással és légkondicionálóval is rendelkezik. A számítógépeken a rendszerhez kifejlesztett Oerlikon Skymaster harcitéri menedzsment szoftver (BMS) fut. Az irányító központban 4 fő foglal helyet: egy parancsnok, egy technikus és két fegyverkezelő. A konzolok és fegyverkezelők számát további kettővel lehet növelni ha szükséges. Egy fegyverkezelő több fegyvert is kezelhet. Maga a célelfogás magasan automatizált: kezelőknek inkább felügyeleti feladatokat kell ellátniuk.
Egy irányítóközpont legfeljebb 3 X-TAR3D radart és 12 gépágyút képes kezelni.
A Skynex rendszer könnyen integrálható nagyobb légvédelmi rendszerekbe, képes más radaroktól, magasabb szintű légvédelem irányítási rendszerekből légi helyzetképet és más információkat fogadni.

## Effektorok
Az effektorok, magyarán "ráható eszközök" azok a berendezések, amelyek hatással vannak a kijelölt célpontra és rendszerint megakadályozzák, hogy azok elérjék céljukat, ellássák feladatukat. Ez többnyire az adott célpont fizikai megsemmisítésével jár.

### Oerlikon Revolver Gun Mk3 gépágyú
A Skynex rendszer elsődleges fegyverzete a 35 milliméteres AHEAD (Advanced Hit Efficiency And Destruction) időzített lőszerek kilövésére képes Revolver Gun Mk3 típusú gépágyú. Az AHEAD technológia lényege, hogy a lézer vagy a radar által mért céltávolság és célsebesség alapján kiszámított időzítést a cső végén elhelyezett elektromágneses műszer "közli" a lövedékkel, annak sebességét is figyelembe véve. Minden lövedék 152 darab 3,3 grammos wolfram-hengert tartalmaz, amelyek a megfelelő időzítésnek köszönhetően a megfelelő pillanatban felrobbanva hatékony repeszfelhőt hoznak létre a célpont útvonalában. A wolfram-hengerek akár 8 mm vastag acéllemezen is áthatolnak, vagyis gyakorlatilag semmilyen repülőeszköz nem képes ellenállni nekik. A löveghez létezik egy 600 darab 1 grammnál kisebb repeszt tartalmazó lőszertípus PMD 428 néven, amely kifejezetten kis méretű drónok ellen hatásos a sűrűbb repeszfelhőnek köszönhetően. A fegyver képes tüzérségi lövedékeket is megsemmisíteni (C-RAM képesség).
A gépágyú elméleti tűzsebessége 1000 lövés percenként és 4000 méter a hatásos lőtávolsága. Egy lövegtorony 252 lőszert tartalmaz.
Minden egyes löveg saját elektrooptikai irányzó rendszerrel rendelkezik, amelyet egy X vagy Ku sávban működő célkövető radar is kiegészít. Ennek köszönhetően a kijelölt cél lelövését önállóan, automatizált módon végzi az erre kijelölt lövegtorony. Az egyes lövegtornyok kábel nélkül, biztonságos rádiós kapcsolattal vannak az irányító központhoz kapcsolva. Az egyes lövegtornyokat egy háromtengelyes  teherautó is képes szállítani illetve letelepíteni, ám szükség esetén a teherautóról is bevethető. 

### Oerlikon Twin Gun GDF009 TREO gépágyú

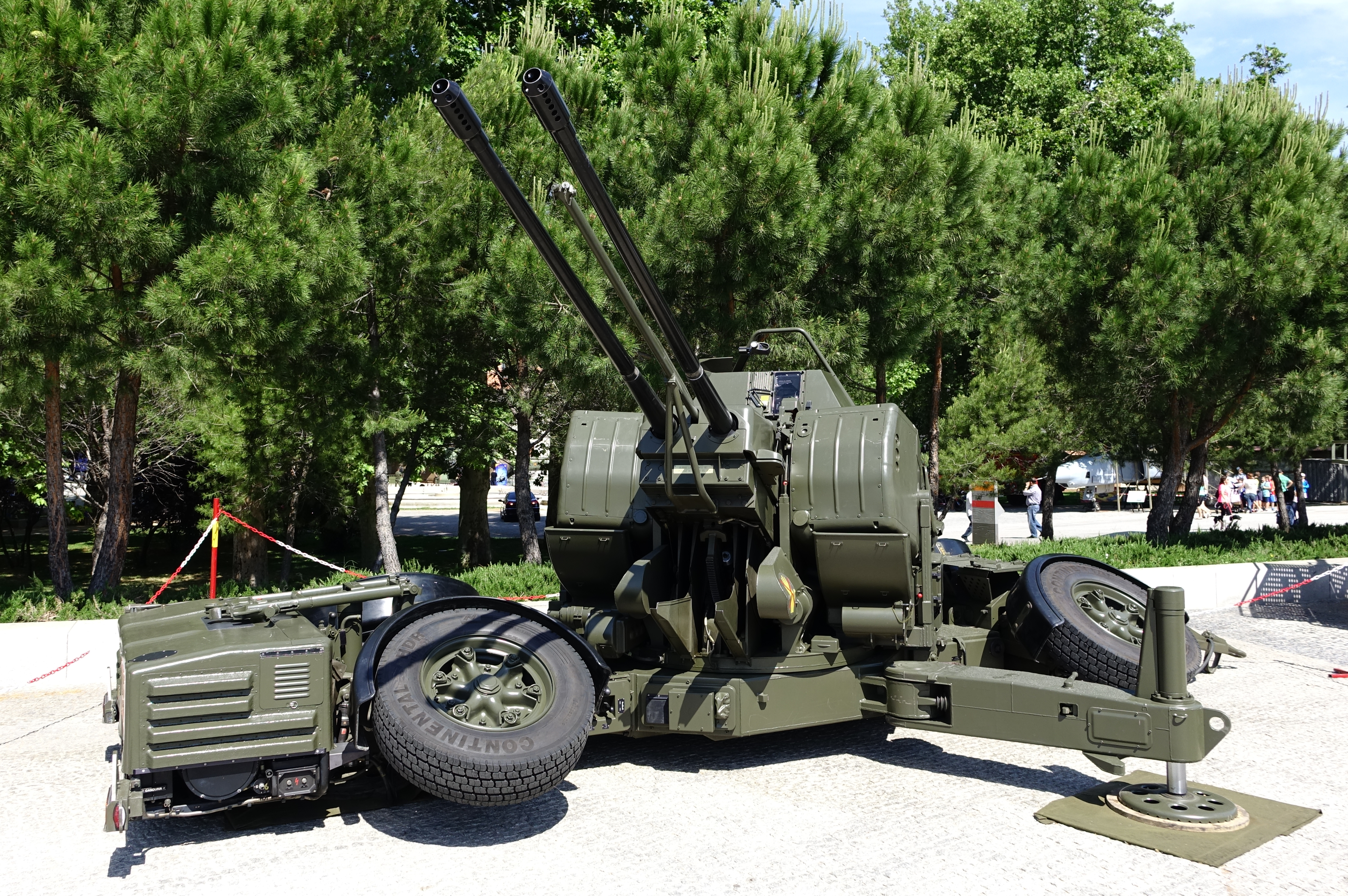
GDF005 típusú löveg - ennek modernizált változata, a GDF009 már beilleszthető a Skynex rendszerébe

A GDF009 TREO az Oerlikon egy korábbi generációs gépágyúja, amely két löveg párosításával képes 1100 lövést leadni percenként. A fegyvert szintén képessé tették AHEAD lőszerek alkalmazására, amelyekkel hatásos lőtávolsága 4000 méter. A két löveghez összesen 280 lövedék áll rendelkezésre. A GDF009 TREO modernebb társához hasonlóan saját elektrooptikai célzórendszerrel és célkövető radarral rendelkezik. Ez tekinthető a nagy múltú GDF lövegcsalád legújabb és vélhetően utolsó változatának, amelyet modernizáltak az utódjának tekinthető Revolver Gun Mk3 gépágyú szintjére. 

### Elektronikai hadviselő rendszer
A modern háborúkban egyre nagyobb szerep jut az olcsó, civil piacról beszerezhető drónoknak (UAS). A Rheinmetall az olasz Elettronica vállalattal dolgozik egy drónzavaró berendezésen, amely képes a drónok GPS-navigációját, kommunikációs csatornáját zavarni valamint képes bemérni a drónok illetve "pilótáik" pozícióját a köztük zajló rádiós kommunikáció alapján. Ez a rendszer a legolcsóbb megoldást jelenti az egyszerűbb, nem zavarvédett drónok ellen. A technológia már rendelkezésre áll: megrendelői igény esetén viszonylag rövid időn belül beilleszthető a a Skynex rendszerébe.
Az elektronikai zavarás a katonai célokra fejlesztett drónok ellen korlátozottan lehet csak hatásos, különösen az ún. öngyilkos-drónok esetében, amelyek GPS mellett nem zavarható INS navigációt illetve önálló elektroopikai rávezetést alkalmaznak és nincs szükségük rádióparancsokra az indító féltől. Az ilyen célpontok ellen a fizikai megrongálás, megsemmisítés az ártalmatlanítás leghatásosabb módja.

### Lézerfegyver

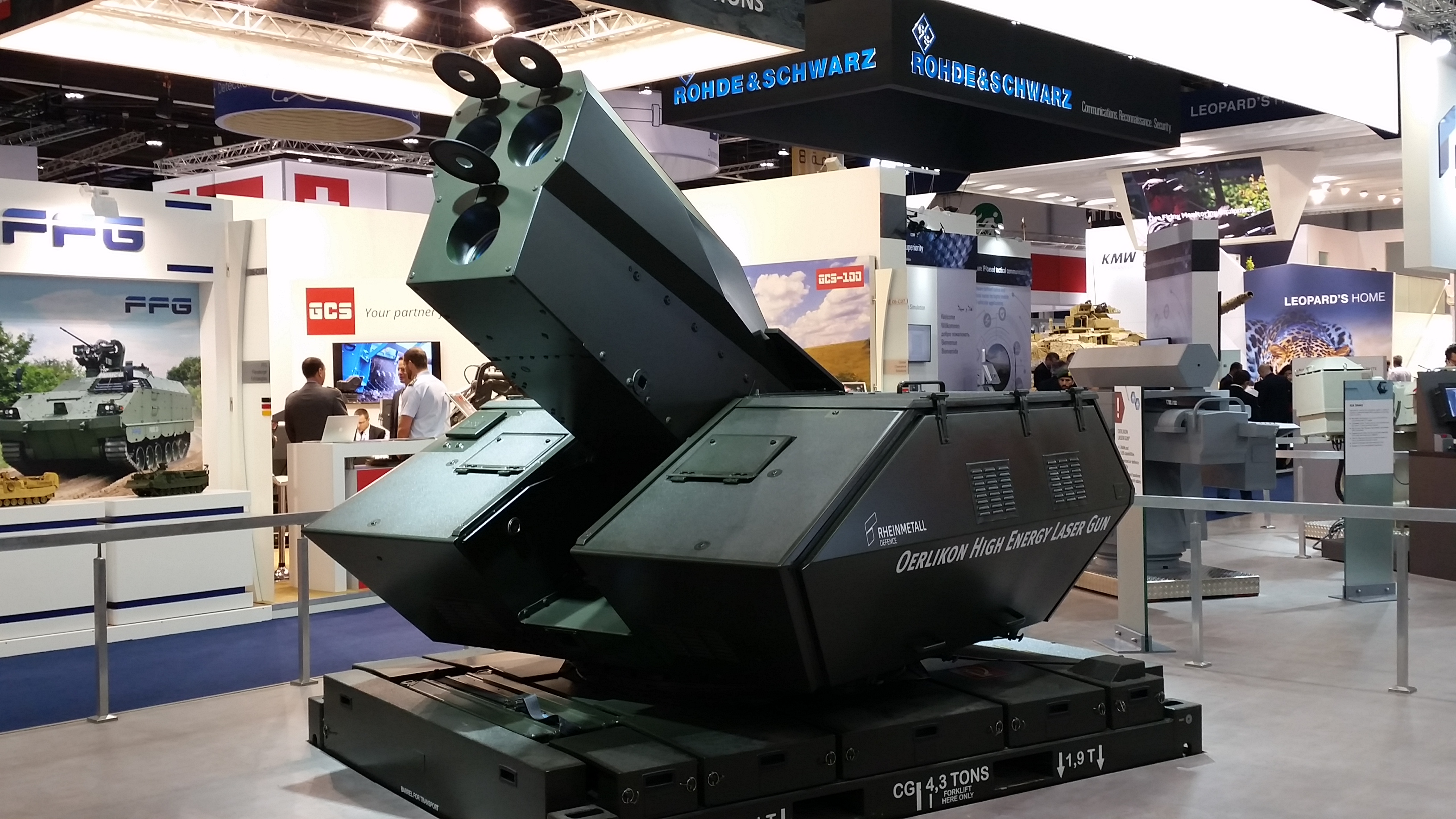
A HEL elnevezésű lézerfegyver

A Skynex rendszerhez  illeszthető egy konténerbe telepített nagy energiájú lézerfegyver (High Energy Laser, röviden: HEL) amely elsősorban drónok ellen használható. Kisebb, sérülékenyebb drónok lelövésére kedvező időjárás esetén a lézer sokkal gazdaságosabb megoldást jelent mint a rendszer többi fegyvere. A lézer teljesítménye 20-50 kW, de a későbbiekben akár 100 kW-os lézer is beépítésre kerülhet. A lézerfegyver még fejlesztés alatt áll: 2025-re érheti el a bevethetőséget.

### SkyKnight rakéta
A 8–10 km hatótávolságú  SkyKnight rakéta integrálható lesz a Skynex rendszerhez. A SkyKnight egy 2,2 méter hosszú, 115 mm átmérőjű rakéta, amelynek szárnyfesztávolsága 300 mm, tömege pedig 35 kg. A rakéta tüzérségi és aknavető lövedékek ellen 4 km-es, precíziós föld-levegő rakéták, bombák ellen 6 km-es hatótávolsággal bír. Helikopterek, drónok (UAS/UAV) és hagyományos merev szárnyú repülőgépek elfogására 10 km-es céltávolságig alkalmas a fejlesztő HALCON vállalat szerint, amely Rheinmetallal közösen dolgozik a rendszer integrációján. Maga a SkyKnight rakéta is még fejlesztés alatt áll: várhatóan 2026-ra lesz csak bevethető, így az integráció évek múlva valósulhat meg.

## Alkalmazók

### Jelenlegi alkalmazók
- Ukrajna – Két rendszer áll szolgálatban. A két Skynex rendszert 2022 decemberében rendelték meg 182 millió euró értékben. Az első rendszert 2024 január elején adta át a gyártó.[6] A második rendszer 2024 áprilisában érkezett meg Ukrajnába.[7] A rendszer számos drónt megsemmisített a publikált videók alapján.[8]
- Katar[4] – 2019-ben rendelték meg a Skynex rendszert 210 millió EUR értékben. A rendszer pontos mérete nem ismert, de a 2022-ben tartott éleslövészeten 8 darab 35 mm-es gépágyút vonultattak fel.[4]

Jövőbeni alkalmazók
- Olaszország - Az olasz állam 2025 januárjában 1 rendszert vásárolt 73 millió euró értékben, további 3 rendszerre pedig opciót szerzett 204 millió euró értékben. Az első rendszer 2026 közepéig kerül leszállításra.[9]

### Lehetséges alkalmazók, érdeklődők
- Magyarország - A Skynex rendszer iránt a Magyar Honvédség is érdeklődik.[10]